# Gnosca
Gnosca és un municipi del cantó de Ticino (Suïssa), situat al districte de Bellinzona.